# Dragey-Ronthon
Dragey-Ronthon est une commune française, située dans le département de la Manche en région Normandie, peuplée de 789 habitants.

## Géographie
La commune est à l'ouest de l'Avranchin et dispose d'une plage qui donne sur la baie du Mont-Saint-Michel. Le bourg de Dragey est à 6,5 km au sud-ouest de Sartilly, à 13 km à l'ouest d'Avranches et à 19 km au sud de Granville. Le bourg de Ronthon est à 3 km au nord-est de celui de Dragey et à 4 km au sud-ouest de Sartilly.
Le point culminant (115 m) se situe en limite nord.
| Saint-Jean-le-Thomas | Champeaux, Jullouville (comm. ass. de Saint-Michel-des-Loups), Angey | Sartilly        |
| Mer de la Manche     | Dragey-Ronthon                                                       | Champcey        |
| Mer de la Manche     | Genêts                                                               | Bacilly, Genêts |

### Hydrographie
La commune est située dans le bassin Seine-Normandie. Elle est drainée par la Claire Douves, le Ru du Moulin, le ruisseau Chantereine et un autre petit cours d'eau,.

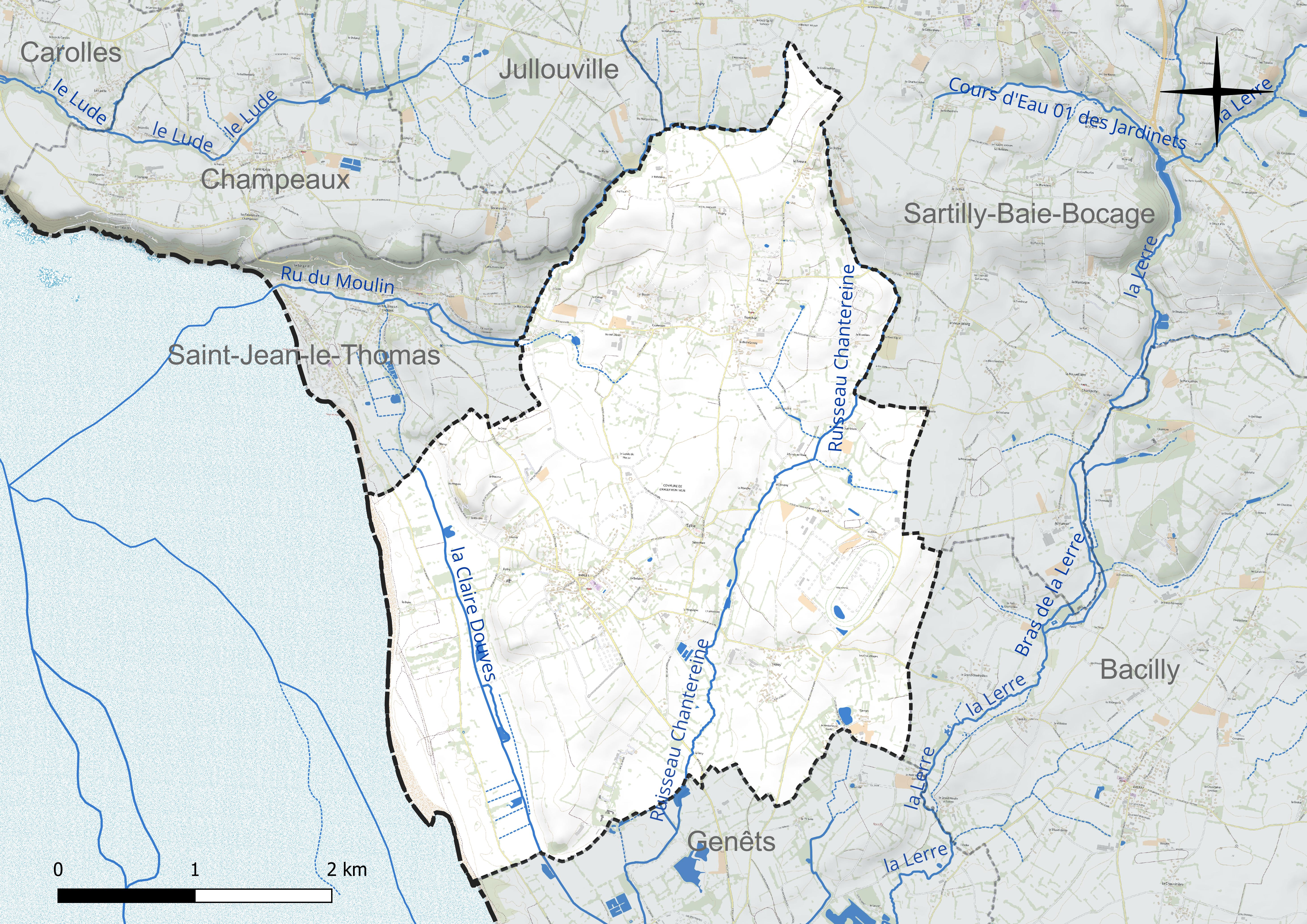
Réseau hydrographique de Dragey-Ronthon.

## Urbanisme

### Typologie
Au 1er janvier 2024, Dragey-Ronthon est catégorisée commune rurale à habitat dispersé, selon la nouvelle grille communale de densité à sept niveaux définie par l'Insee en 2022. Elle est située hors unité urbaine et hors attraction des villes,.
La commune, bordée par la Manche, est également une commune littorale au sens de la loi du 3 janvier 1986, dite loi littoral. Des dispositions spécifiques d’urbanisme s’y appliquent dès lors afin de préserver les espaces naturels, les sites, les paysages et l’équilibre écologique du littoral, comme le principe d'inconstructibilité, en dehors des espaces urbanisés, sur la bande littorale des 100 mètres, ou plus si le plan local d'urbanisme le prévoit.

## Toponymie
Le nom est créé en 1979 par la fusion des toponymes Dragey et Ronthon. 
Le toponyme Dragey est attesté sous la forme Drageiun en 1027-1035.
Son origine est incertaine. Elle pourrait être liée à un anthroponyme roman tel que Dravius. Ernest Nègre part dans une tout autre direction, et voit dans le nom de Dragey une variante masculine (non attestée) de dragée, au sens agricole de « dravière, fourrage constitué d'un mélange de vesce et d'avoine ».
Ronthon est composé de l'élément -thon qui semble dérivé de l'anglo-saxon tun qui a donné l'anglais town, et de l'élément ron dont Ernest Nègre attribue l'origine à l'anthroponyme germanique Raganus. Ce toponyme est attesté sous les formes Ransthun en 1158, Ronthon en 1212 et Ronton en 1254.

## Histoire
Selon Édouard Le Héricher citant la liste dite « Abbaye de la Bataille », un Poterel était aux côtés de Guillaume le Conquérant, et un Jean de Poterel participa à la première croisade (1096-1099).
Philippe Auguste (1162-1223) avait fait construire, près du Mont-Saint-Michel, une place forte qui pendant la guerre de Cent Ans profita aux Anglais. Elle fut détruite en 1591 par Gabriel II de Montgomery (1560-1635).
Michel Brackmann (1766-1850), garde-suisse de Louis XVI après avoir échappé au massacre des Tuileries vint à Dragey avec M. Dachet propriétaire du manoir de Brion, et épousa la fille du propriétaire de Potrel. Il fut également propriétaire de Tombelaine (1812-1837).
En 1973, les communes de Dragey, Genêts, Ronthon et Saint-Jean-le-Thomas ont formé Dragey-Tombelaine. Genêts, Ronthon et Saint-Jean-le-Thomas gardaient un statut de communes associées. En 1979, Genêts et Saint-Jean-le-Thomas ont repris leur indépendance, et la commune a finalement pris le nom de Dragey-Ronthon.

## Politique et administration
| Période                                  | Période      | Identité         | Étiquette | Qualité                     |
| ---------------------------------------- | ------------ | ---------------- | --------- | --------------------------- |
| 1979                                     | 1979         | Maurice Pestour  |           |                             |
| 1979                                     | 1980         | René Treillou    |           |                             |
| 1981                                     | 1989         | Gérard Petit     |           |                             |
| 1989                                     | juillet 2020 | Jean Chapdelaine | SE        | Artisan électricien         |
| juillet 2020                             | En cours     | David Guerlavais | SE        | Cadre fonction territoriale |
| Les données manquantes sont à compléter. |              |                  |           |                             |

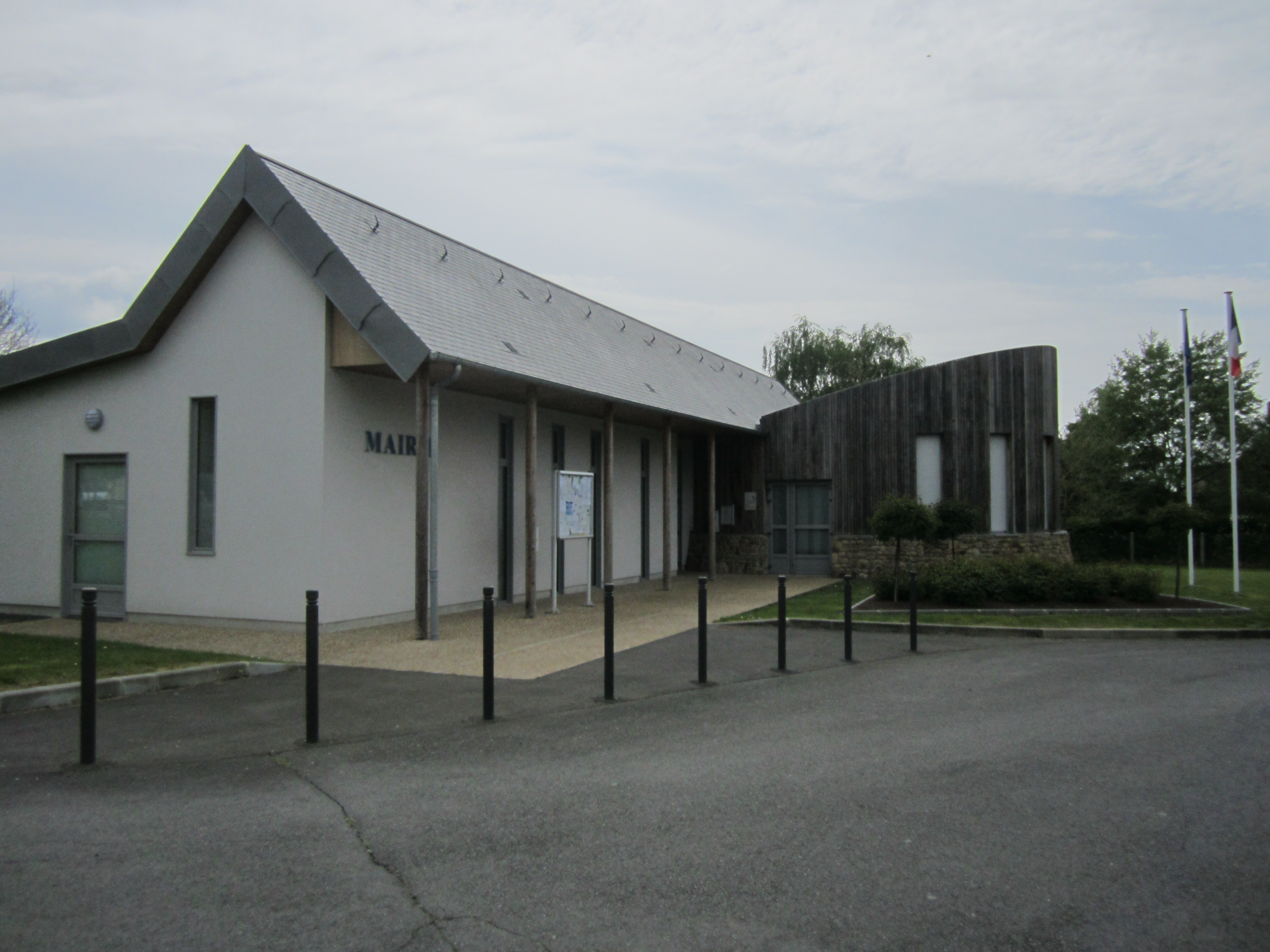
La mairie de Dragey.

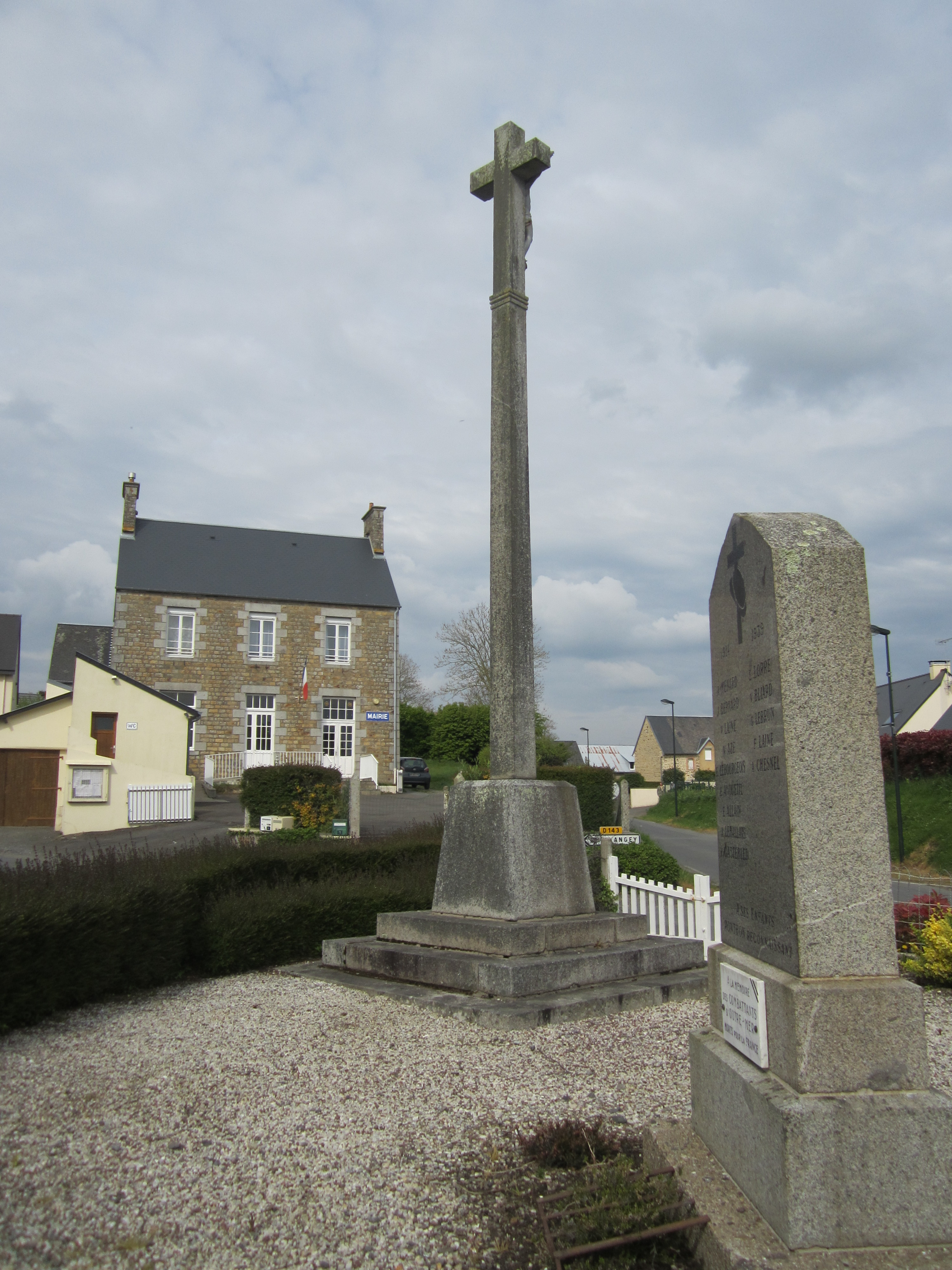
La mairie annexe de Ronthon.

Le conseil municipal est composé de quinze membres dont le maire et quatre adjoints. L'un de ces conseillers est maire délégué de la commune associée de Ronthon.

## Démographie
L'évolution du nombre d'habitants est connue à travers les recensements de la population effectués dans la commune depuis 1793. Pour les communes de moins de 10 000 habitants, une enquête de recensement portant sur toute la population est réalisée tous les cinq ans, les populations de référence des années intermédiaires étant quant à elles estimées par interpolation ou extrapolation. Pour la commune, le premier recensement exhaustif entrant dans le cadre du nouveau dispositif a été réalisé en 2005.
En 2022, la commune comptait 789 habitants, en évolution de −3,31 % par rapport à 2016 (Manche : −0,31 %, France hors Mayotte : +2,11 %).
Dragey a compté jusqu'à 942 habitants en 1836, Ronthon 563 en 1821.
| 1793 | 1800 | 1806 | 1821 | 1831 | 1836 | 1841 | 1846 | 1851 |
| ---- | ---- | ---- | ---- | ---- | ---- | ---- | ---- | ---- |
| 774  | 810  | 939  | 924  | 894  | 942  | 926  | 867  | 813  |

| 1856 | 1861 | 1866 | 1872 | 1876 | 1881 | 1886 | 1891 | 1896 |
| ---- | ---- | ---- | ---- | ---- | ---- | ---- | ---- | ---- |
| 773  | 754  | 739  | 676  | 667  | 667  | 607  | 604  | 586  |

| 1901 | 1906 | 1911 | 1921 | 1926 | 1931 | 1936 | 1946 | 1954 |
| ---- | ---- | ---- | ---- | ---- | ---- | ---- | ---- | ---- |
| 560  | 557  | 526  | 518  | 570  | 562  | 561  | 485  | 479  |

| 1962 | 1968 | 1975 | 1982 | 1990 | 1999 | 2005 | 2006 | 2010 |
| ---- | ---- | ---- | ---- | ---- | ---- | ---- | ---- | ---- |
| 452  | 377  | 569  | 597  | 571  | 616  | 719  | 737  | 799  |

| 2015 | 2020 | 2022 | - | - | - | - | - | - |
| ---- | ---- | ---- | - | - | - | - | - | - |
| 817  | 795  | 789  | - | - | - | - | - | - |

| 1793 | 1800 | 1806 | 1821 | 1831 | 1836 | 1841 | 1846 |
| ---- | ---- | ---- | ---- | ---- | ---- | ---- | ---- |
| 494  | 518  | 518  | 563  | 560  | 512  | 446  | 463  |

| 1851 | 1856 | 1861 | 1866 | 1872 | 1876 | 1881 | 1886 |
| ---- | ---- | ---- | ---- | ---- | ---- | ---- | ---- |
| 468  | 429  | 417  | 385  | 363  | 363  | 350  | 322  |

| 1891 | 1896 | 1901 | 1906 | 1911 | 1921 | 1926 | 1931 |
| ---- | ---- | ---- | ---- | ---- | ---- | ---- | ---- |
| 314  | 273  | 271  | 293  | 274  | 220  | 225  | 250  |

| 1936 | 1946 | 1954 | 1962 | 1968 | - | - | - |
| ---- | ---- | ---- | ---- | ---- | - | - | - |
| 236  | 255  | 236  | 243  | 255  | - | - | - |

## Économie
Commune rurale dont l'activité économique repose essentiellement sur l'élevage (de chevaux et de vaches laitières) et le tourisme estival.

## Lieux et monuments

### Les églises

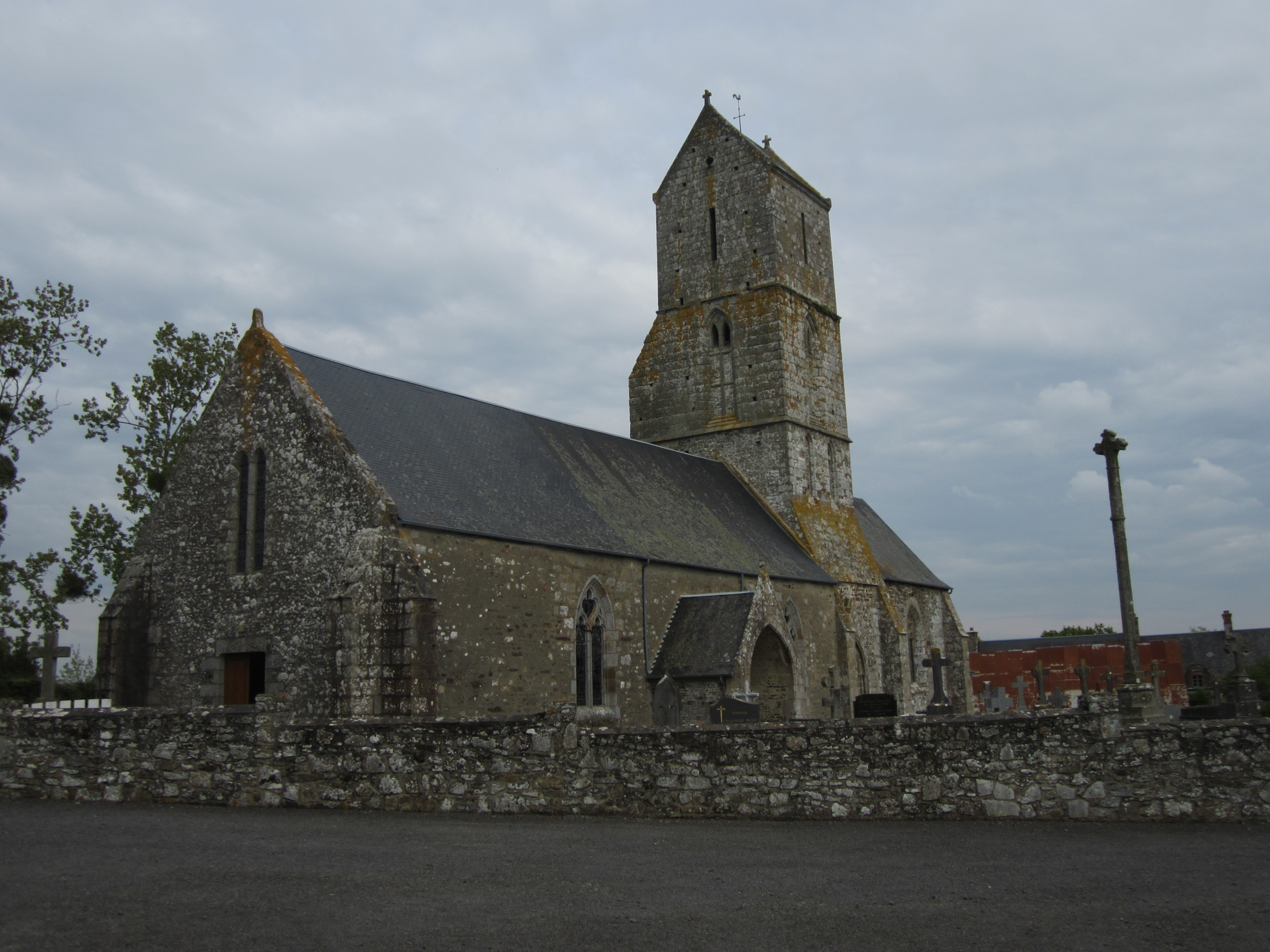
L'église Saint-Médard.

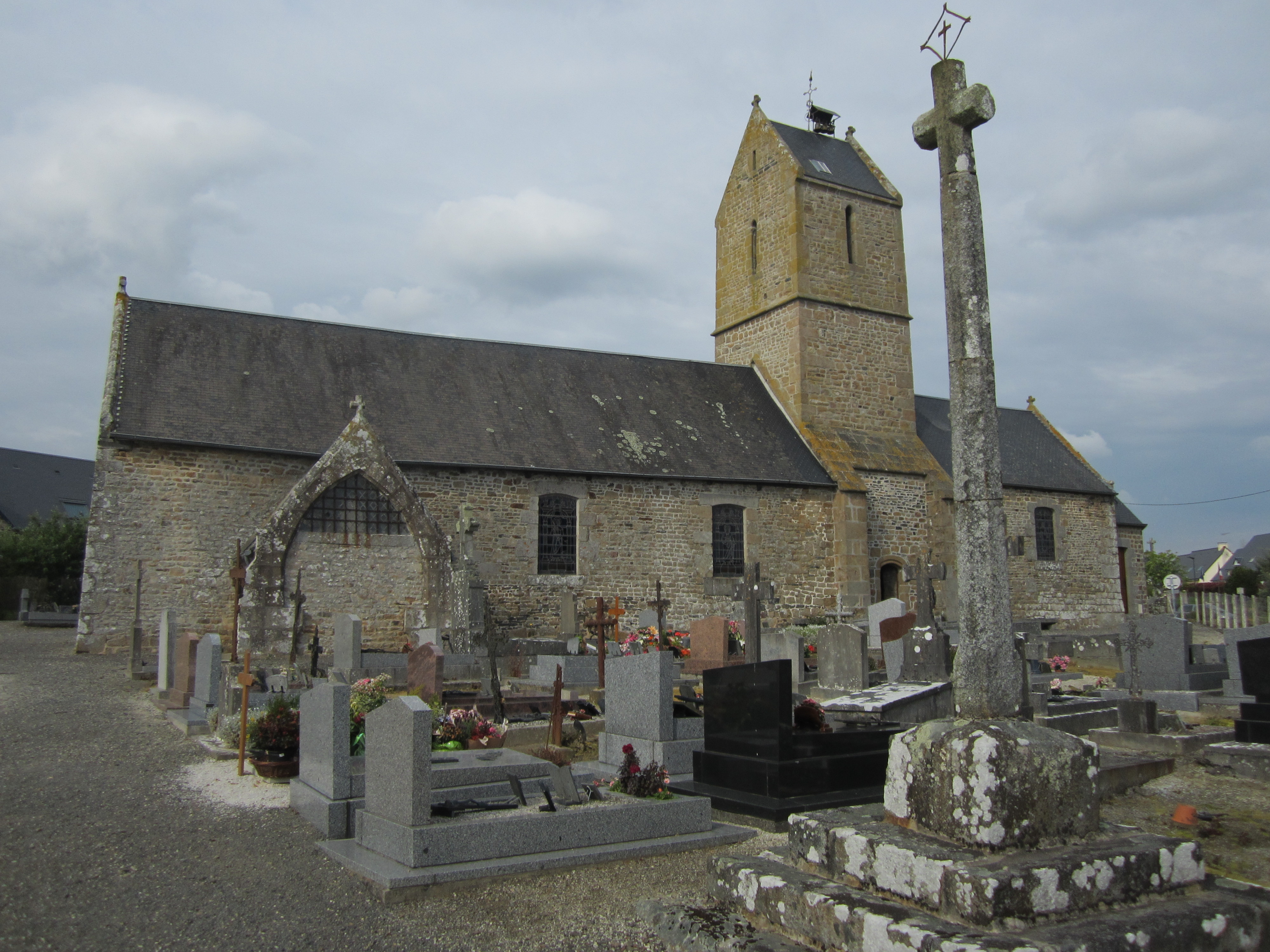
L'église Saint-Nicolas.

- Église Saint-Médard de Dragey (ou Saint-Marc, du nom de son hameau) des XIIe, XIIIe, XVe – XVIIIe siècles. L'église de style roman, avec un avant-porche latéral, et des fenêtres du XVe, construite à partir du XIe siècle[26] est inscrite au titre des monuments historiques[27]. Un vitrail rappelle la tragédie (noyade) du fils du propriétaire d'alors du manoir de Brion, monsieur Isselin, avec un de ses amis. Sa tour servait de point de repère (amer) aux pêcheurs, pèlerins ou navigateurs qui se trouvaient en baie. Elle abrite un maître-autel avec les statues d'un christ rédempteur et évêques dont saint Médard, retable des XVIIe – XVIIIe siècles, des autels latéraux et chaire à prêcher du XVIIe, classés au titre objet[28].
- Église Saint-Nicolas de Ronthon, en partie du XIIe siècle. L'édifice d'origine romane avec un avant-porche latéral bouché, son haut clocher et son absence de transept, a été refaite notamment au XVIIIe siècle. Un ensemble autel-retable-tabernacle-statues-reliquaires ainsi qu'une Vierge à l'Enfant du XIIIe sont classés au titre objet.

Ces églises dépendent de la paroisse Saint-Auguste-Chapdeleine du doyenné du Pays de Granville-Villedieu.

### Les manoirs
- Manoir de Potrel des XVe – XVIe siècles, avec un porche à deux tours semi-circulaires et pigeonnier octogonal, inscrit partiellement au titre des monuments historiques[30].
- Manoir de Brion des XIVe, XVIe – XXe siècles, ancien prieuré Saint-Laurent fondé au XIe siècle par l'abbaye du Mont-Saint-Michel, qui servit de maison de retraites aux abbés et moines. Vendu à la Révolution, il fut restauré au XXe siècle.

### Autres lieux et monuments
- Lavoirs.
- Vieux puits en pierre.
- Croix du cimetière du XVIIe siècle.
- La « Maison écologique » de Pierre Lognoné (1930-2022)

## Personnalités liées à la commune
- Vincent Cronin (1924-2011), homme de lettres, biographe et historien britannique, a résidé à la fin de sa vie au manoir de Brion.